# シャト

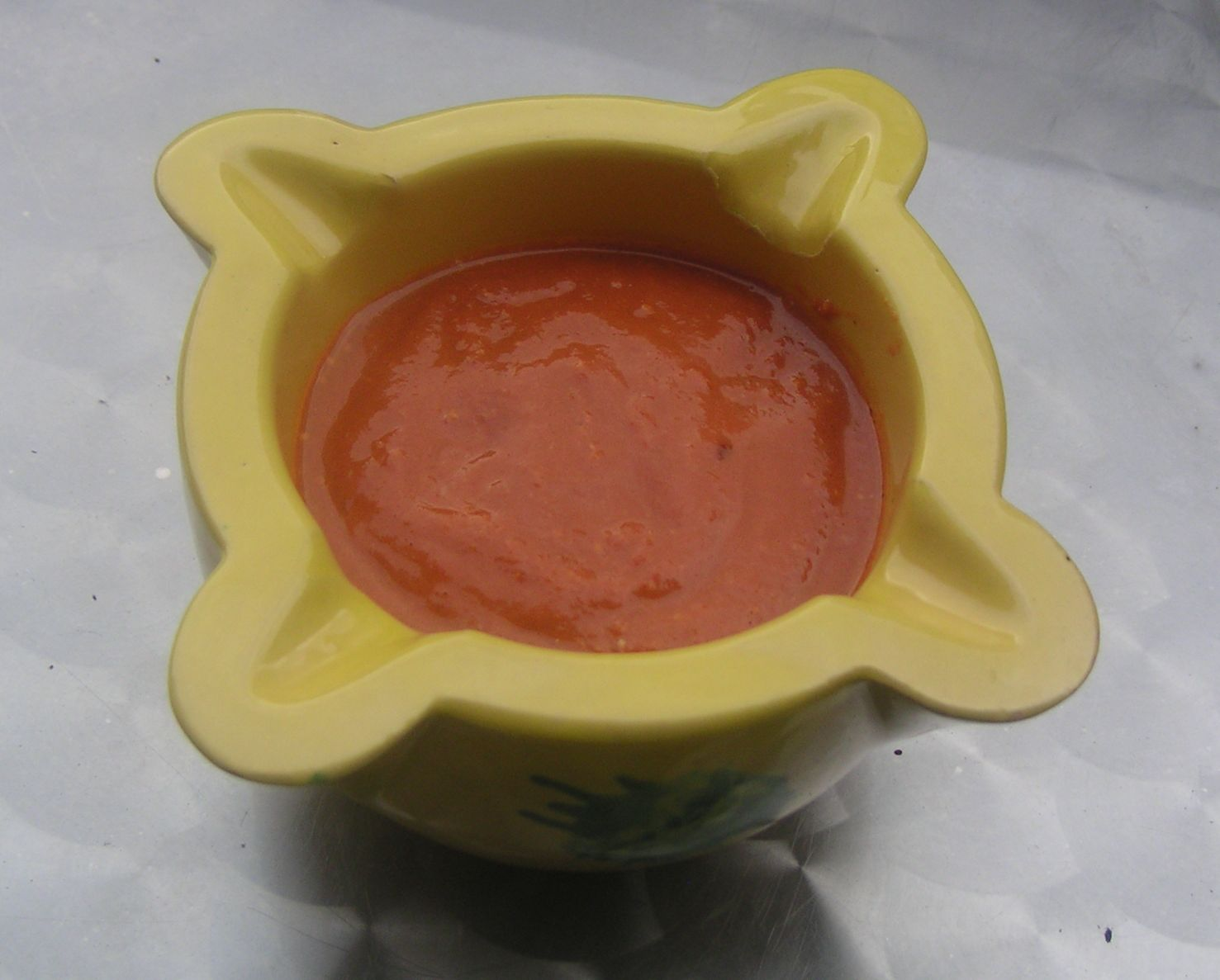
シャト

シャト（カタルーニャ語: Xatóもしくはカタルーニャ語: Cható）とは、カタルーニャ地方伝統のソースである。
主に炒ったアーモンド、ヘーゼルナッツ、酢、ニンニク、油、塩に浸したパンくず、ニョラ（ピーマンの一種）といった材料で作られるソースを指してシャトと呼ぶことから、このソースを使用したサラダ（エンダイブ、アンチョビー、ツナ、タラなどを組み合わることが多い）もシャトと呼ばれる。

## 起源
シャトの起源は、ブドウ栽培に由来する。ワインの試飲の時期になると、「アイショトナール・ラ・ボタ」と呼ばれる重要な儀式がおこなわれる。これは、ワインが樽から流れ出るよう、小さな蛇口を差し込む儀式である。これが、新しいワインを祝うお祭りの始まる瞬間であるが、農家や漁師の家庭で保存されていた塩けのある魚に季節の冬野菜の葉を添えたもの、そして特別なソースを使用したサラダといった食事で祝うのが常であった。ワイン樽に蛇口を差し込む儀式に伴うこの祭りの食事が、現在のシャトの起源である。
しかしながら、パナデスやガラーフといった地域では、この伝統料理の起源について未だに論議がかもされている。現在、グラン・パナデス（バルセロナ県とタラゴナ県をまたぐ地域）のほぼ全ての市町村には、独自のレシピがある。シャトナーダスと呼ばれるこの地域伝統の行事では、一般の参加者たちが様々なシャトを試食することができ、人気を集めている。

## 発祥
この料理の発祥の地であると主張する市町村は複数ある。各々の主張は以下の通り：
- ビラノバ・イ・ラ・ジャルトル（バルセロナ県）：2007年2月16日のビラノバ新聞によれば、シャトについて初めて言及した文書は1899年バルセロナで発行された”エル・ソル”新聞に見つかっており、その頃開店した地元レストランが「完璧な贓物の煮込みと、胃袋の煮込みアリオリ添え、滋味豊かななウナギの煮込みと大変素晴らしいシャトを作っている」と記述されている[2]。
- アル・バンドレイ（タラゴナ県）: 19世紀の文書は見つかっていないものの、シャトは地元の港で働く漁師たちが、市民のお祭りでワインの酒袋に穴を開ける（或いはつつく）際に用意していた、伝統的な船乗りのソースである、としている.[3][4]。
- シッチェス（バルセロナ県）: 研究家カルロス・モンセラットは、シッチェス史料集に、シャト試食（シャトナーダス）に関する初の文書を発見した。具体的には1896年2月13日に催された23名（その中にはミケル・ウトリジョ、サンティアゴ・ルシニョール、カジェタノ・ブイガスなど、著名なシッチェス人が含まれていた）の夕食会における記事であった。この記事は、1896年2月16日発行のエコ・デ・シッチェス紙のもので、その日の料理に「欠かせない一品、シャト」（原文どおり）として記述されていた[5][6]。さらに、カヌーデス（サンティアゴ・ルシニョルの演劇メンバー）がある日の夕食でこの一品をそう呼んだことから、シャトと命名されたと擁護するグループもいる。
- ビラフランカ・ダル・パナデス（バルセロナ県）: 料理の見た目と、シャトという名の元の言葉の類似性から、シャトの発祥の地であるとする。この村独自のレシピでは、シャトの構成が城の造りに似ていることから、フランス語の城（シャトゥ）がこの料理名の原語だとする。従って、料理と料理名の構成の類似がビラフランカに発祥することの証であり、他の町村が料理の見た目を変えてしまったのは、原型を尊重しなかった為であるとする[3]。

## シャトの道のり
1997年より、歴史上パナデスの行政地区に属した市町村で、「シャトの道のり」が開催されている。これは、この料理を普及させ、元々のレシピから派生した様々なシャトに親しむとともに、この行事に参加する市町村の観光的魅力を広める目的で始まったものである。当初は、アル・バンドレイ、シッチェス、ビラフランカ・ダル・パナデス、ビラノバ・イ・ラ・ジャルトルの市町村で始まったが、現在ではカラフェル、カネジェス、クベジャス、クニッ、アル・ベンドレイ、サン・ペドロ・デ・リバスも参加している。
1998年より、「シャトの道のり」でシャト大使に任命された人物は以下の通り：
- 1998-1999: フェラン・アドリア
- 1999-2000: チャビエ・メストレス
- 2000-2001: カルラス・ガイ
- 2001-2002: ジョルディ LP
- 2002-2003: ラ・クバナ
- 2003-2004: トニ・アルバ
- 2004-2005: ロサ・アンドレウ
- 2005-2006: ペレ・タピエス
- 2006-2007: ラクスン・ブスト
- 2007-2008: アナ・バラチナ
- 2008-2009: モンセラット・エストルク
- 2009-2010: オリオル・ジャヴィナ
- 2010-2011: カルメ・ルスカジェダ
- 2011-2012: ジュアン・ロカ
- 2012-2013: フェルミ・プッチ